# Abd El Krim
Abd El Krim, maroški politik, diktator in narodni heroj, * 1882, † 6. februar 1963.
Kot plemenski vodja se je boril proti španski in francoski kolonialni oblasti v Maroku. Po letu 1919 je vodil uspešen upor proti Špancem. Leta 1921 je v pokrajini Rif razglasil republiko in diktatorsko vladal do leta 1926, ko so združene španske in francoske enote ponovno zasedle Rif. Francozi so ga zaprli na otok Reunion. Leta 1947 je med potjo v Evropo pobegnil in do smrti živel v Kairu, slavljen kot prvi Arabec, ki je premagal imperialiste.